# Anh em Hồ lô
Anh em Hồ lô (tiếng Trung: 葫芦兄弟; Hán-Việt: Hồ lô huynh đệ; bính âm: Húlu Xiōngdì) là một bộ phim hoạt hình Trung Quốc năm 1987 được sản xuất bởi Xưởng phim hoạt hình Thượng Hải. Phim còn có tên gọi khác là Bảy anh em Hồ lô. Ở Trung Quốc tên gọi được phổ biến là Hồ lô biến (tiếng Trung: 葫芦娃; Hán-Việt: Hồ lô oa; bính âm: Húluwá).

## Nội dung chính
Thuở xa xưa, vùng núi bị lũ yêu quái hoành hành, tác oai tác quái, Thiên Đế nổi giận dùng một bình hồ lô khổng lồ đầy pháp lực để phong ấn hai con yêu quái cầm đầu là Xà tinh và Bò cạp tinh dưới lòng núi, gọi là núi Hồ Lô. Phải mất 10.000 năm thì hai con yêu quái bị phong ấn mới hoàn toàn bị tiêu diệt. Thời gian thấm thoát trôi qua, cứ ngỡ mọi chuyện diễn ra suôn sẻ, thế nhưng vào năm thứ 9.999, một biến cố đã xảy ra…
Có một ông lão cô độc, hiền lành, ngày ngày lên núi hái thảo dược. Cơ duyên xảo hợp, ông lão cứu thoát một con tê tê bị đá đè trong hang động và nghe nó kể về tai họa mà nó vừa gây ra cho nhân gian: do lỡ tay đào đất mà tạo ra một kẽ hở trên ngọn núi Hồ Lô, vô tình làm hai con đại yêu quái bị phong ấn mấy nghìn năm nay thoát ra được, thế gian một lần nữa đứng trước thảm họa. Con tê tê dẫn ông lão đến trung tâm ngọn núi để nhặt về một hạt giống được cho là bảo bối giúp chống lại hai con yêu quái. Ông lão gieo trồng hạt giống trước sân nhà, hạt giống nhanh chóng trở thành một giàn cây xanh mướt và mọc ra bảy quả bầu hồ lô bảy sắc cầu vồng, mỗi quả một màu, rồi từ bảy quả bầu khi chín rụng đó trở thành bảy bé trai có khả năng phi thường.
Một đêm nọ, đám yêu quái lính kéo đến quậy phá giàn cây hồ lô nhưng không thành công, ông lão chạy ra ngoài rồi bị chúng bắt đưa về hang động. Anh cả Đại oa ra đời, là người có sức mạnh phi thường và có thể biến thành khổng lồ, đi đến hang động cứu ông lão. Bọn yêu quái hóa phép tảng đá thành ông lão đánh lừa Đại oa khiến cậu rơi xuống bùn, cậu bị bắt. Đến lượt Nhị oa ra đời, cậu là người có thiên lý nhãn và thuận phong nhĩ, có nghĩa là nhìn và nghe được từ rất xa. Nhị oa lẻn vào hang động tìm ông lão và Đại oa, nhưng yêu quái biến ra những thanh kiếm ảo giác và sấm chớp khiến cậu bị mù và điếc. Nhị oa bị giam chung với ông lão, sau đó con tê tê vào giúp hai người trốn thoát. Ông lão và Nhị oa chạy thoát về đến nhà, còn con tê tê tội nghiệp bị Bò cạp tinh giết chết bằng cách ném xuống núi. Tam oa lúc này ra đời và đến đánh tay đôi với Bò cạp tinh. Với khả năng mình đồng da sắt, Tam oa khiến tên bò cạp gặp nhiều rắc rối. Cậu còn bay thẳng vào hang động rồi phá vỡ tảng đá thần kỳ của bọn yêu quái. Biết rằng không thể đánh bại Tam oa bằng đao kiếm, Xà tinh biến ra những cọng dây trói chặt Tam oa, giam cậu xuống hầm. Bọn yêu quái lên kế hoạch bắt bảy anh em hồ lô để luyện thành Thất tinh đơn giúp chúng trường sinh bất tử. Nhưng trước tiên chúng phải lấy được cái lò luyện đơn bên dưới một hồ nước.
Ở nhà, Nhị oa được sự chăm sóc tận tình của ông lão và những chú chim tốt bụng, dần dần thị giác và thính giác của cậu được hồi phục. Sau đó đến lượt Tứ oa và Ngũ oa ra đời cùng lúc. Tứ oa có thể phun lửa và tạo ra sấm sét, còn Ngũ oa có thể phun nước. Một hôm nọ, bọn yêu quái lấy lò luyện đơn dưới hồ nước lên, vô tình để lửa trong lò tràn ra ngoài cháy dữ dội. Lúc đó Tứ oa hút hết lửa vào miệng trong khi Ngũ oa tè xuống bọn yêu quái. Yêu quái mời cả hai về hang động để mời rượu xem như là cảm ơn, nhưng thực chất là chúng muốn bắt cả hai. Tứ oa và Ngũ oa đều ngất xỉu sau khi uống rượu và bị bắt. Bọn yêu quái sau đó kéo đến nhà bắt Nhị oa cùng với hai quả hồ lô của Lục oa và Thất oa về hang động. Ông lão bị ném xuống vực nhưng chỉ bất tỉnh chứ chưa chết.
Chim hạc của Sơn thần bay ngang qua, nó nhìn thấy ông lão và đưa ông đến một ngọn núi xa xôi. Ông lão tỉnh lại khi nghe được tiếng nói của Sơn thần, Sơn thần hướng dẫn ông lấy hoa sen bên trong núi, đây là vật có thể giúp bảy anh em hồ lô đồng tâm hiệp lực. Sau đó chim hạc đưa ông lão về lại nhà của ông. Về đến nhà, ông lão thấy căn nhà cũng như giàn cây đã bị phá hủy bởi bọn yêu quái, ông rơi nước mắt khi nhớ lại những ngày ở bên cạnh anh em hồ lô. Hai con yêu quái lính xuất hiện và bắt ông về hang động.
Hồ lô của Thất oa bị bọn yêu quái làm cho mê hoặc. Lục oa may mắn ra đời kịp thời, cậu là người có khả năng tàng hình. Cậu đã sử dụng lợi thế tàng hình này để quậy phá bọn yêu quái một trận khiến chúng thất điên bát đảo. Nghe theo lời khuyên của Nhị oa, Lục oa đã lấy trộm bảo bối Như ý của yêu quái rồi sử dụng nó để giải thoát các anh trai đang bị giam giữ. Ông lão bây giờ được đưa về hang động. Em út Thất oa ra đời nhưng lại tin tưởng bọn yêu quái chứ không còn nhớ gì về các anh trai và ông lão nữa. Cậu khiến các anh trai đánh nhau trong thù hận và hút tất cả vào bình hồ lô thần của mình. Xà tinh giả vờ đòi mượn bình hồ lô rồi hút luôn Thất oa vào trong bình. Mụ rắn cho bảy anh em hồ lô vào lò luyện đơn nhưng thất bại.
Ông lão liền lấy hoa sen của Sơn thần ra và đọc câu thần chú giúp bảy anh em hồ lô thoát ra khỏi lò luyện đơn, chính thức đoàn kết sức mạnh. Hai con đại yêu quái bắt ông lão làm con tin và bỏ chạy khỏi hang động. Bảy anh em hồ lô giết sạch đám yêu quái lính rồi đuổi theo. Khi bị các anh em hồ lô bao vây, Bò cạp tinh đã giết chết ông lão bằng cách đâm ông và đá ông xuống núi. Điều này khiến các anh em hồ lô càng thêm căm phẫn. Cuối cùng, bảy anh em hồ lô cũng đánh bại yêu quái, cùng nhau biến hình thành một ngọn núi bảy màu, phong ấn chúng một lần nữa.

## Nhân vật

### Ông lão
Ông sống một mình trong căn nhà tranh. Hàng ngày ông leo lên các ngọn núi hái thảo dược. Một lần vì giải nguy cho tổ chim khỏi con rắn mà ông sảy chân té xuống một hang động. May mắn thoát chết, ông lại vô tình cứu được một con tê tê đang bị đá đè. Tê tê kể ông nghe câu chuyện về 2 con yêu quái và dẫn ông đi lấy hạt giống hồ lô. Được hạt giống hộ thể nên cả hai về tới nhà ông an toàn. Ông trồng hạt giống xuống. Kỳ diệu thay từ hạt nảy mầm nhanh chóng thành giàn cây hồ lô, trổ bông kết thành 7 quả hồ lô 7 màu. Chúng có tình cảm đặc biệt với ông, và ông cũng xem chúng là con cháu của mình.
Xà tinh và Bò cạp tinh biết được mối nguy hiểm từ hồ lô 7 màu và thèm khát việc luyện hồ lô thành Thất tinh đơn giúp trường sinh bất tử, nên đã lập mưu bắt ông để dụ anh em hồ lô tới. Khi Nhị oa giải cứu thất bại và bị giam cùng ông, tê tê lén đào một đường hầm giúp hai ông cháu trốn thoát. Không may giữa đường yêu quái phát hiện, tê tê hi sinh. Ông và Nhị oa suýt bị bắt lại nếu không có Tam oa xuất hiện kịp lúc.
Khi lũ yêu quái lấy được lò luyện đơn từ đáy vực sông, chúng đã bắt được 4 anh em hồ lô Đại, Tam, Tứ và Ngũ oa. Xà tinh lập kế hoạch gấp rút thu tóm các hồ lô còn lại, gồm Nhị oa và hai trái hồ lô chưa rụng là Lục và Thất oa. Kế hoạch hoàn thành: 3 hồ lô còn lại bị bắt, ông lão bị chúng đẩy xuống vực. Nhưng một lần nữa ông thoát chết do được chim hạc của Sơn thần cứu. Sơn thần dẫn ông đi lấy hoa sen bảy màu - thứ duy nhất có thể giúp 7 hồ lô đoàn kết sức mạnh tiêu diệt yêu quái. Sau cùng ông bị Bò cạp tinh sát hại. 7 anh em hồ lô căm phẫn quyết tâm thu phục 2 con yêu quái và đè chúng dưới núi 7 màu một lần nữa.

### Tê tê
Là nhân vật phụ nhưng đóng vai trò cốt lõi, dẫn dắt ông lão tìm hạt giống để 7 anh em hồ lô được sinh ra. Nó cũng giúp ông và Nhị oa vượt ngục trốn ra khỏi hang động bọn yêu quái, nhưng sau cùng phải đánh đổi mạng sống của mình.

### Bảy anh em hồ lô

#### Đại oa
Đây chính là anh cả của 7 anh em hồ lô, nở từ quả màu đỏ (nhưng mặc áo màu hồng), có sức mạnh hơn người và khả năng biến thành khổng lồ. Đại oa có tính cách tự tin và hơi cứng đầu, có phần hơi khờ khạo và dễ bị tấn công bằng các đòn tâm lý, phân tâm bởi ảo giác. Nắm bắt được điểm yếu này, Xà tinh đã hóa phép tảng đá ra ông lão đang nằm khiến Đại oa trúng kế, chạy đến sa vào bẫy bùn và bị bắt.

#### Nhị oa
Anh hai của cả nhóm, mặc áo cam, khả năng là Thiên lý nhãn và Thuận phong nhĩ, tức là có siêu thị giác và siêu thính giác, nhìn xa trăm dặm, nghe được vạn sự trên đời. Đóng vai trò bộ não chiến lược của cả nhóm, Nhị oa là người thông minh nhất, từng lên kế hoạch để Lục oa giải cứu các anh em bị yêu quái bắt. Nhược điểm của Nhị oa chính là không giỏi trong việc chiến đấu, bị Xà tinh dùng kiếm đâm mù mắt và chọc thủng tai khi đột nhập vào sào huyệt cứu ông. Sau khi cùng ông thoát nạn trở về, Nhị oa được những chú chim chữa lành mắt và tai nhưng không lâu sau lại bị bắt vào tay yêu quái.

#### Tam oa
Mặc áo màu vàng, sở hữu công phu "Kim cương bất hoại thể", có thể nói là mình đồng da sắt, vì thế tính cách cậu cũng có phần hung dữ, ngông nghênh nhất trong 7 anh em, là hồ lô duy nhất rụng khỏi giàn cây khi quả vẫn còn chưa đủ chín. Tuy dũng cảm nhưng Tam oa lại hơi bốc đồng, dễ bị địch dụ bằng chiến thuật tâm lý. Sau khi chặn đứng Bò cạp tinh đi bắt ông lão và Nhị oa, Tam oa một mình tấn công thẳng vào động, bị Xà tinh dùng bảo bối biến hóa ra hàng vạn thanh kiếm mềm dai như dây thừng trói chặt và bị bắt. Tam oa chính là hồ lô duy nhất từng đánh tay đôi với Bò cạp tinh.

#### Tứ oa và Ngũ oa
Là hai anh em sinh đôi do cùng rụng một lúc. Tứ oa mặc áo xanh lá cây, có thể thổi ra ngọn lửa cực nóng và tạo ra sấm sét theo ý muốn, được xem là một trong những người có khả năng chiến đấu tốt nhất nhóm, đầu óc thông minh, không dễ mắc bẫy của yêu quái, xứng đáng là chủ công số 1 của nhóm.
Ngũ oa mặc áo màu xanh lam, sở trường điều khiển nước, có thể nhả ra dòng nước lớn cuốn trôi mọi quân địch, dùng nước để tạo ra mây và thổi ra sấm sét kết hợp lại để tạo ra mưa tuy nhiên nguồn nước trong người có hạn, không tiện đánh lâu. Khi đang trên đường đến hang ổ bọn yêu quái, cả hai phát hiện một đám cháy cực lớn, do đám lâu la của Xà tinh lúc mang lò luyện đơn từ đáy cốc sơ suất mở nắp làm lửa bùng lên. Ngũ oa bèn tè lên dập tắt đám cháy, trong khi Tứ oa thu hết số lửa còn lại. Xà tinh nhân cơ hội dẫn dụ 2 anh em về lấy cớ tiệc rượu cảm ơn nhưng thực chất âm mưu bắt sống cả hai. Tứ oa và Ngũ oa sau cùng đều mắc bẫy, bị chuốc say mèm không thể dậy được.

#### Lục oa
Mặc áo màu chàm, Lục oa có khả năng tàng hình và đi xuyên vật chất, rất thích hợp cho công tác tình báo và phá hoại ngầm từ bên trong cũng như ăn trộm đồ. Lục oa cũng là hồ lô duy nhất không bị yêu quái bắt được do khả năng của mình. Tính tình cực kỳ nghịch ngợm, rất thích chọc phá người khác, ham vui ham chơi ngay cả trong những tình huống nguy hiểm, nhưng Lục oa rất thương yêu ông và anh em của mình. Chính Lục oa là người lấy trộm được bảo bối Như ý của yêu quái, theo kế hoạch của Nhị oa, và giải thoát cho tất cả anh em.

#### Thất oa
Chính là em út của cả nhóm, mặc áo màu tím, có tính cách ngây thơ, cả tin nhất, từng bị yêu quái lừa tẩy não, nhận làm cha mẹ, chống lại các anh của mình. Thất oa tuy không có năng lực đặc biệt như các anh trai nhưng lại sở hữu bình hồ lô thần bí, một bảo bối vô cùng quyền năng, có thể hút sạch mọi đối thủ và nhốt vào bên trong, phóng to thu nhỏ để trấn áp kẻ thù hoặc tạo ra trường lực, chống đỡ các đòn tấn công. Có thể nói Thất oa là hồ lô mạnh nhất trong 7 người. Bằng chứng là khi 6 anh em hồ lô cùng hợp lực tấn công yêu quái, một mình Thất oa, khi đó đang bị mê hoặc, với hồ lô của mình đã dễ dàng đánh bại tất cả. Sau cùng nhờ hoa sen bảy màu của ông lão, Thất oa đã thức tỉnh kịp thời, hợp lực cùng các anh tiêu diệt yêu quái.

### Yêu quái

#### Xà tinh
Là yêu quái với hình dạng nửa trên là phụ nữ, nửa dưới là thân rắn. Xà tinh có thể tạo ra các đòn đánh từ băng, là kẻ mưu mô xảo quyệt, rất giỏi sử dụng ảo giác. Khả năng của ả hầu như không có gì đặc biệt nhưng biết tận dụng điểm yếu của mỗi hồ lô để thu phục từng người. Ả hay sử dụng bảo bối Như ý để đóng băng mọi vật và vũ khí là một thanh kiếm.

#### Bò cạp tinh
Là một con bọ cạp xấu xí, chồng của Xà tinh. To xác, giỏi đánh giáp lá cà, lại có khả năng điều khiển gió, tạo ra cơn lốc đen giúp tăng tốc độ di chuyển. Nhưng nhìn chung đầu óc tầm thường, ngốc nghếch, hèn nhát, chỉ giỏi hành hạ đám lâu la dưới trướng, ngoài ra không có một mưu lược nào.

## Những chi tiết khác trong phim
Trong phần một của bộ phim tồn tại vài chi tiết sai lệch liên quan đến màu sắc của các hồ lô.
1. Màu áo của Đại oa: Khi chưa rụng hồ lô màu đỏ, nở ra Đại oa mặc áo hồng.
2. Hoán đổi màu sắc hồ lô của Ngũ và Lục oa: Ngũ oa mặc áo lam nhưng khi chưa rụng thì hồ lô màu chàm, Lục oa ngược lại.
3. Trong cảnh Tứ và Ngũ oa ngồi uống rượu do yêu quái mời, màu sắc hồ lô trên đầu cả hai cũng hoán đổi.
4. Khi hồ lô Thất oa bị bắt, yêu quái đã nhuộm thành màu đen. Nhưng khi rụng, hồ lô chuyển lại thành tím.

## Giải thưởng
- Giành được giải 3rd Class Awards tại Cairo International Children's Film Festival ở Ai Cập.
- Giành được giải Best Film of 1988 của CPC Tây Tạng Autonomous Regional Committee.